# 黄筌

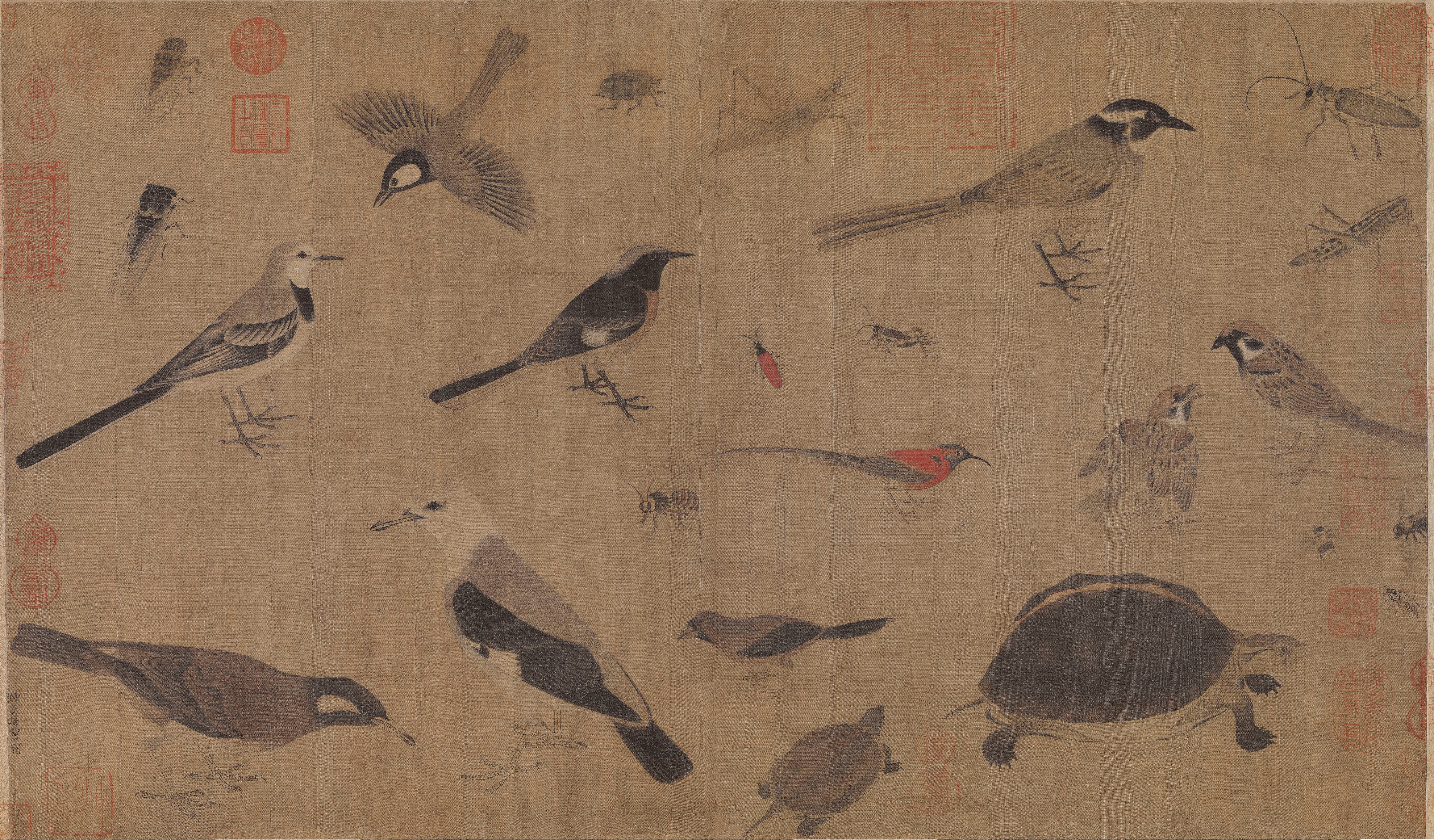
写生珍禽図(北京故宮博物院蔵)

黄 筌（こう せん、拼音:Huáng Quán、生年不詳 - 965年（乾徳3年））は、中国五代十国時代の前蜀・後蜀の画家。字は要叔。成都府の出身。黄氏体を創始した。
最初は前蜀の後主に仕えた。その後、後蜀の翰林院待詔に登り詰める。後蜀の滅亡時に弟や二人の子と開封に移り、そこで没した。